# Fritz Stern
Fritz Richard Stern (Breslavia, 2 de febrero de 1926-Nueva York, Nueva York, 18 de mayo de 2016) fue un historiador estadounidense de origen alemán, dedicado al estudio de la historia alemana y de los judíos, así como a la historiografía. Fue profesor universitario emérito y rector de la Universidad de Columbia en Nueva York. Su trabajo se centró en las complejas relaciones entre los alemanes y los judíos en los siglos XIX y XX, y en el ascenso del nacionalsocialismo en Alemania durante la primera mitad del siglo XX.

## Biografía
Fritz Richard Stern nació el 2 de febrero de 1926 en Breslau, Alemania (hoy Breslavia, Polonia), miembro de una familia de médicos prominentes a nivel local de herencia judía. Su padre, Rudolf Stern, fue médico, investigador médico y veterano de la Primera Guerra Mundial. Su madre, Käthe Brieger Stern, fue una destacada teórica, facultativa y reformadora en el campo de la educación para los niños pequeños. A través de familiares, amigos y colegas, tuvieron relaciones con algunos científicos destacados y figuras culturales de Europa (más tarde de Estados Unidos).
La familia se convirtió del judaísmo al cristianismo protestante luterano a fines del siglo XIX.
En Breslau Stern asistió al Gymnasium María-Magdalena. En septiembre de 1938 la familia Stern emigró a los EE. UU. y fijó su residencia en la ciudad de Nueva York, más concretamente en Jackson Heights, Queens. Ahí, Stern pasó el resto de su infancia, asistió a una escuela pública y aprendió rápidamente inglés, mientras que sus padres restablecieron sus respectivas carreras. Luego se matriculó en la Universidad de Columbia, donde recibió su título, maestría y PhD. Uno de sus profesores fue Lionel Trilling.
Desde 1953 hasta 1997 se desempeñó como profesor en Columbia, obteniendo la eminente silla de Seth Low antes de alcanzar el puesto de profesor universitario. Stern también sirvió brevemente como rector de la universidad.
Falleció el 18 de mayo de 2016, a los 90 años de edad.